# Adrian R. Krainer

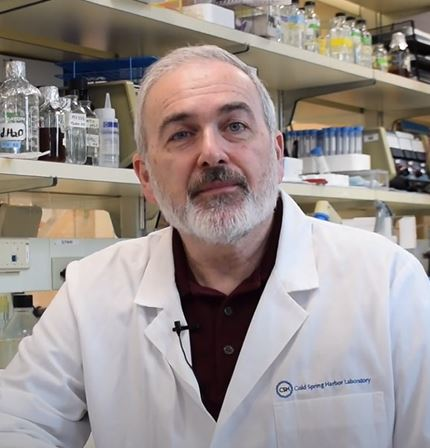
Adrian R. Krainer (2018)

Adrian Robert Krainer (*  14. September 1958 in Montevideo) ist ein uruguayisch-amerikanischer Molekularbiologe.
Krainer wurde 1986 an der Harvard University promoviert. Er ist St. Giles Foundation Professor am Cold Spring Harbor Laboratory.
Er befasst sich mit RNA-Splicing und dessen Rolle bei Tumoren und Erbkrankheiten. Beispielsweise ist ein Defekt in der posttranskriptionellen Bearbeitung der RNA mit mRNA-Splicing verantwortlich für Spinale Muskelatrophie (SMA), bei der Genexpression für das Gen SMN2. Krainer fand mit seinem Labor eine Therapie über Antisense-Oligonukleotide. Die klinischen Tests mit dem Medikament Nusinersen (Spinraza) führten Ende 2016 zur Zulassung durch die FDA in den USA und es wurde auch in der EU zugelassen. Dabei wird das Medikament in die Rückenmarksflüssigkeit injiziert. Sein Labor arbeitet an ähnlichen Medikamenten bei weiteren durch Fehler im RNA-Splicing verursachten Erbkrankheiten (Familiäre Dysautonomie). Außerdem arbeitet es an Methoden für die Stabilisierung von mRNA bei Nonsense-mediated mRNA decay (NMD) und an der Erforschung von deren Ursachen. In der Krebsforschung identifizierte es die Rolle des Splicing-Faktors SRFS1 als Onkogen bei Brustkrebs, wo eine anomal starke Genexpression dieses Faktors stattfindet.
2014 wurde Krainer Präsident der RNA Society. Er erhielt den National Institutes of Health Merit Award und 2017 den F. E. Bennett Memorial Award der American Neurological Association. Für 2019 erhielt Krainer den Breakthrough Prize in Life Sciences unter anderem mit C. Frank Bennett, mit dem er auch zusammenarbeitete. Ebenfalls 2019 erhielt er den Zülch-Preis. 2021 wurde ihm der Wolf-Preis in Medizin zuerkannt gemeinsam mit J. Steitz und Lynne E. Maquat. 2021 erhielten Bennett und Krainer den Gabbay Award. 2024 wurde er mit dem Albany Medical Center Prize ausgezeichnet (gemeinsam mit Howard Y. Chang und Lynne E. Maquat), 2025 mit dem Heinrich-Wieland-Preis.  
Krainer ist seit 2016 Mitglied der American Academy of Arts and Sciences, seit 2019 der National Academy of Medicine und seit 2020 der National Academy of Sciences.

## Schriften (Auswahl)
- R. Sinha, Y. J. Kim, T. Nomakuchi, K. Sahashi, Y. Hua, F. Rigo,C. F. Bennett, A. R. Krainer: Antisense oligonucleotides correct the familial dysautonomia splicing defect in IKBKAP transgenic mice. Nucleic Acids Res, 46(10), 2016, S. 4833–4844.
- I. Aznarez,  T. T. Nomakuchi, J. Tetenbaum-Novatt, M. A. Rahman,O. Fregoso, H. Rees, A. R. Krainer: Mechanism of Nonsense-Mediated mRNA Decay Stimulation by Splicing Factor SRSF1. Cell Reports, 23(7), 2018, S. 2186–2198.
- K. T. Lin, W. K. Ma, J. Scharner, Y. R. Liu, A. R. Krainer: A human-specific switch of alternatively spliced AFMID isoforms contributes to TP53 mutations and tumor recurrence in hepatocellular carcinoma. Genome Res, 2018
- T. T. Nomakuchi, F. Rigo, I. Aznarez, A. R. Krainer: Antisense oligonucleotide-directed inhibition of nonsense-mediated mRNA decay. Nat Biotechnol, 34(2), 2016, S. 164–166.
- O. Anczukow, M. Akerman, A. Clery, J. Wu,  C. Shen, N. H. Shirole, A. Raimer, S. Sun, M. a. Jensen, Y. Hua, F. H. Allain, A. R. Krainer: SRSF1-Regulated Alternative Splicing in Breast Cancer. Mol Cell, 60(1), 2015, S. 105–17.
- Y. Hua, Y. H. Liu, K. Sahashi, F. Rigo, C. F. Bennett, A. R. Krainer: Motor neuron cell-nonautonomous rescue of spinal muscular atrophy phenotypes in mild and severe transgenic mouse models. Genes Dev, 29(3), 2015, S. 288–297.